# Markus Papiernik
Markus Papiernik (* 19. Juni 1981 in Cottbus) ist Turner, Stuntman, Stuntkoordinator und Parkourweltmeister.

## Leben
Markus Papiernik war während seiner Schulzeit an der Lausitzer Sportschule als Turner Leistungssportler. Von 1999 bis 2002 war er als Dritter der Jugend-Europameisterschaften 1999 im Bundesligakader des SC Cottbus und SC Potsdam. Nach dem Rückzug des SC Potsdam wechselte er zum Kunstturn-Zweitligisten TSV Bayer 04 und bestritt mehrere Zweitligaduelle. Anschließend war er mit der TuS Leopoldshöhe in der Turnbundesliga aktiv.
Er studierte Politikwissenschaft und Sport auf Lehramt in Potsdam. Als Stuntman begann er bereits während des Studiums im Filmpark Babelsberg und blieb es für drei Jahre. Mit seinem Engagement in Templin 2006 brach er nach acht Semestern sein Studium vor dem Referendariat ab, schloss es aber später dann doch noch ab. Durch seine Kontakte nach Babelsberg wird er regelmäßig zu Filmproduktionen eingeladen.
Papiernik wurde 2008 in Hamburg Parkourweltmeister in der Disziplin Speed Contest. Im darauffolgenden Jahr wurde er in der Disziplin Vierter und trat seitdem nicht mehr an.
Aktuell ist er Stuntreiter und -koordinator (seit 2007) im Eldorado Templin. Dort tritt er als Sheriff Gym Garret und als Indianer in den Stunt-Shows auf.

## Filmografie (Auswahl)

### Schauspieler
- 2007: Türkisch für Anfänger, 2. Staffel[8]  in Episode 20 als 2. Skinhead

### Stunts
- 2008: Speed Racer
- 2009: Inglourious Basterds[5]
- 2013: Tatort, Kalter Engel,[9] Mordverdächtiger
- 2013: Hänsel und Gretel: Hexenjäger
- 2016: Mann im Spagat